# رنجر ۳
رنجر ۳ (به انگلیسی: Ranger 3) یک فضاپیمای بدون سرنشین پروژه فضایی رنجر ساخت ایالات متحده آمریکا بود که در ۲۶ ژانویه ۱۹۶۲ از کره زمین به سوی فضا پرتاب شد. این فضاپیما تصاویری از کره ماه را به زمین انتقال داد و به دلیل برخی اختلال‌ها، در ۲۲٬۰۰۰ مایلی (۳۵٬۰۰۰ کیلومتری) مانده به ماه از دست رفت.